# Sphaeroplotina hainanensis
Sphaeroplotina hainanensis is een keversoort uit de familie lieveheersbeestjes (Coccinellidae). De wetenschappelijke naam van de soort is voor het eerst geldig gepubliceerd in 1969 door Miyatake.